# وسام أصدقاء الثورة الجزائرية
وسام أصدقاء الثورة الجزائرية هو وسام جزائري أنشأ في 30 جوان 1987. يمنح هذا الوسام للشخصيات الأجنبية التي قدمت مساندة مادية و معنوية فعلية لكفاع التحرير الوطني، تعبيرا عن عرفان الجزائر.

## شروط المنح
يمنح هذا الوسام للشخصيات الأجنبية التي قدمت مساندة مادية و معنوية فعلية لكفاع التحرير الوطني، تعبيرا عن عرفان الجزائر.
يمكن منح هذا الوسام بعد الوفاة.